# Charles Husband
Sir Henry Charles Husband (30 octobre 1908 - 7 octobre 1983), souvent connu sous le nom de HC Husband, est un ingénieur civil et consultant britannique de Sheffield, en Angleterre, qui conçoit des ponts et d'autres grands travaux de génie civil. Il est notamment connu pour ses travaux sur les radiotélescopes de Jodrell Bank ; le premier d'entre eux est le plus grand radiotélescope entièrement orientable au monde à son achèvement en 1957. Il remporte la Médaille royale de la Royal Society et la Médaille Wilhelm-Exner.

## Jeunesse et éducation

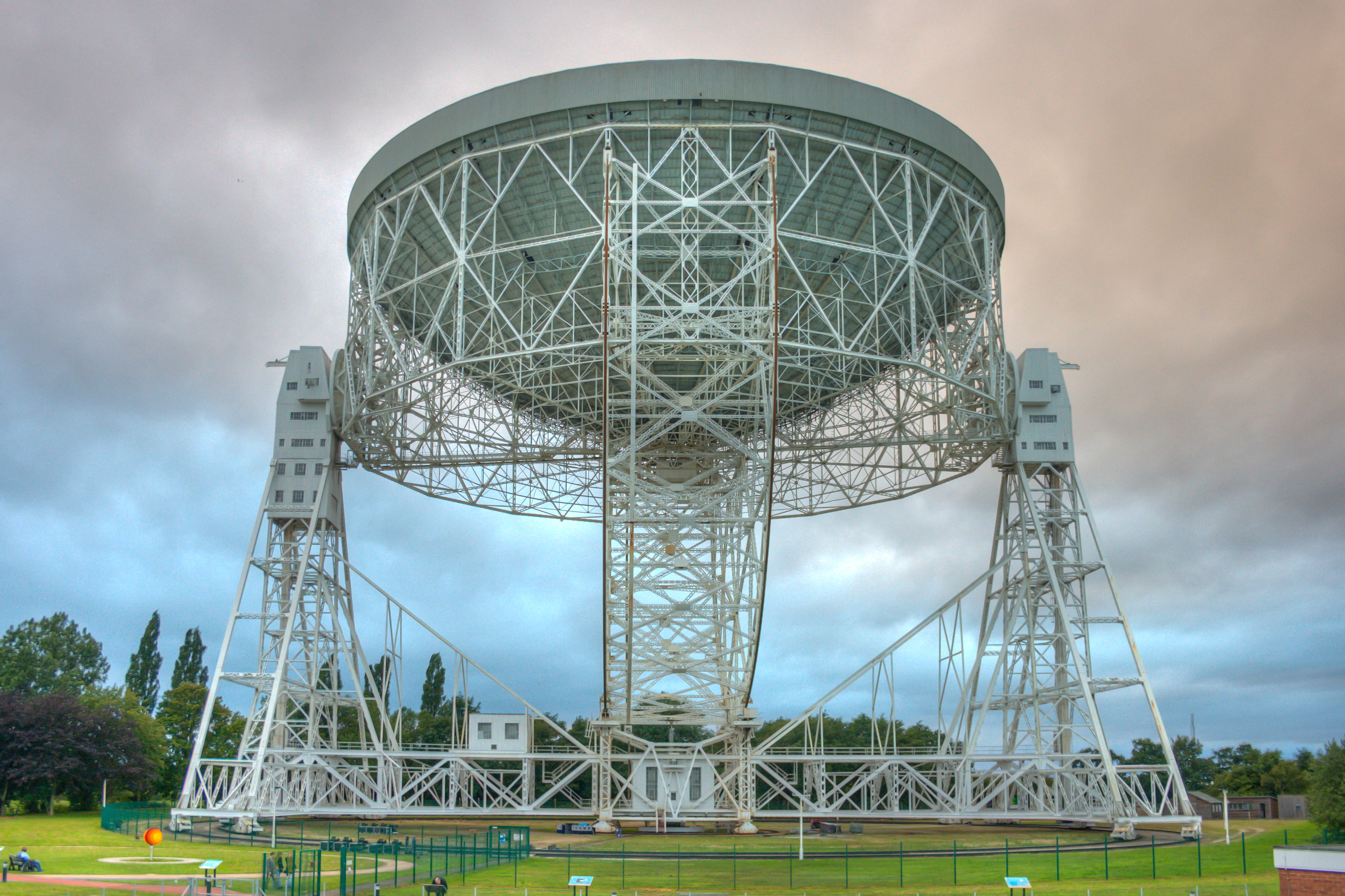
Radiotélescope Lovell à Jodrell Bank

Il est né à Sheffield en 1908 d'Ellen Walton Harby, et de son mari, Joseph Husband (1871–1961), un ingénieur civil qui a fondé le département de génie civil de la Sheffield Technical School et est ensuite professeur à l'Université de Sheffield dans la discipline . Charles Husband fréquente l'école King Edward VII de la ville et obtient un diplôme d'ingénieur à l'Université de Sheffield en 1929,,.

## Carrière
Il commence sa carrière avec Barnsley Water Board . Il travaille ensuite sous la direction de l'ingénieur civil Sir Owen Williams en 1931-1933, avant de passer trois ans sur divers grands projets résidentiels anglais et écossais avec le First National Housing Trust ,. En 1936, avec Joseph Husband et Antony Clark, il fonde la société d'ingénierie-conseil Husband and Clark (plus tard Husband & Co.) à Sheffield. Pendant la Seconde Guerre mondiale, il travaille d'abord au ministère du Travail et du Service national, puis à la fabrication d'avions pour le ministère des Travaux publics ,. Après la guerre, Husband dirige le cabinet de conseil en ingénierie, développant avec succès son activité, avec des clients dans l'immédiat après-guerre, notamment la British Iron and Steel Research Association, le National Coal Board et la Production Engineering Research Association ,.

### Radiotélescopes

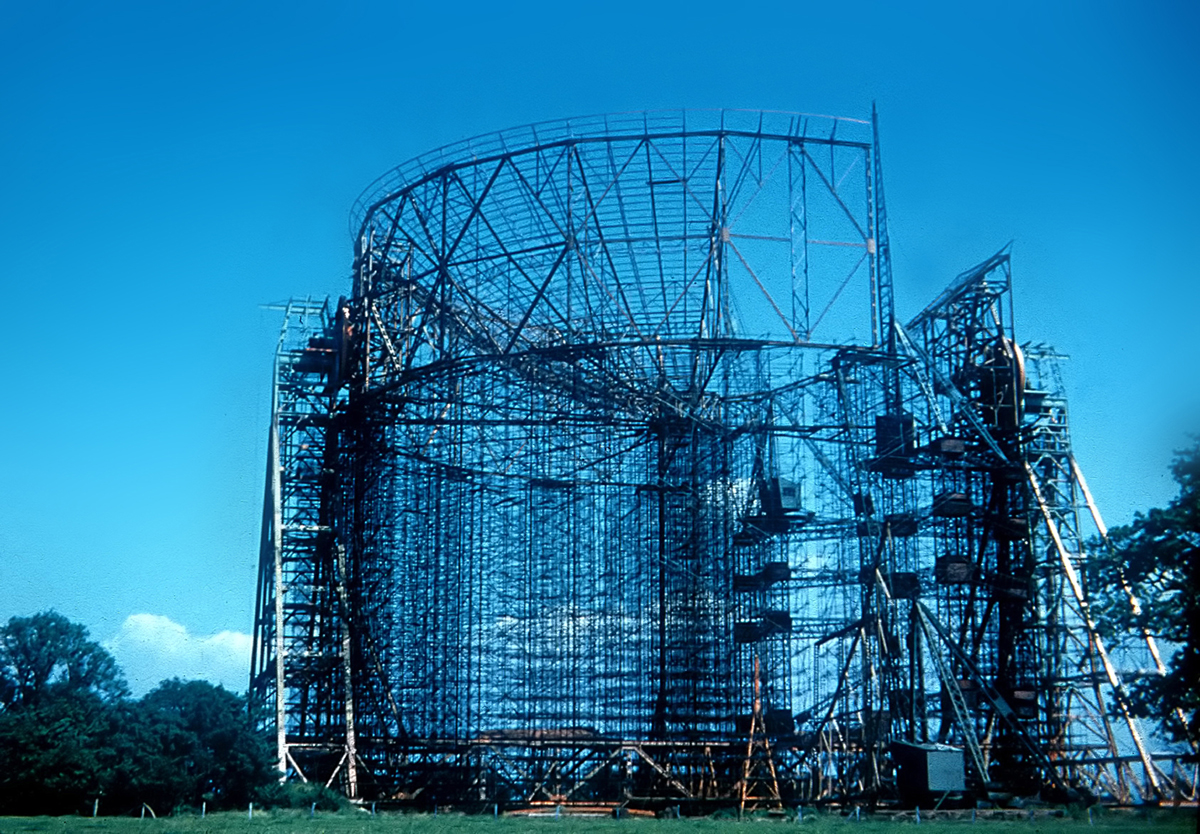
Construction du télescope de 250 pieds

Il travaille avec Bernard Lovell - le fondateur de l'Observatoire de Jodrell Bank près de Holmes Chapel dans le Cheshire - sur la conception et la construction du premier grand radiotélescope orientable de l'observatoire, le "télescope de 250 pieds" (maintenant connu sous le nom de télescope Lovell) ,. Après avoir tenté d'adapter un équipement radar militaire pour détecter les rayons cosmiques peu après la Seconde Guerre mondiale, Lovell se rend compte qu'une antenne beaucoup plus grande serait nécessaire et construit une parabole de 66 mètres de diamètre, avant de proposer le développement d'un télescope orientable encore plus grand . L'idée pose des défis d'ingénierie si formidables que le projet est déclaré "impossible" par d'autres ingénieurs ,, mais Husband aurait conclu lors de leur première réunion en septembre 1949, "Cela devrait être facile - à peu près le même problème que de jeter un pont tournant sur la Tamise à Westminster." .
Il commence à travailler sur le projet au début de l'année suivante, créant les dessins initiaux en janvier 1950 et les plans détaillés un peu plus d'un an plus tard ,,. Lui et Lovell choisissent un diamètre de plat de 250 pieds (76 mètres) . La construction commence en 1952; malgré l'optimisme de Husband, le projet connait des retards et des coûts croissants, causés par de multiples modifications des spécifications de Lovell et la hausse du prix de l'acier, entre autres facteurs ,,. Les études en soufflerie avec un modèle réduit jouent un rôle important dans la conception finale ,. Le télescope est finalement achevé en 1957, et est alors le plus grand radiotélescope entièrement orientable au monde. Il reste en service jusqu'en 2016 . Selon Lovell, le projet a été réalisé à l'aide "d'une calculatrice de bureau et d'une règle à calcul", ce qui conduit à une construction "robuste" avec "beaucoup de redondance dans la charpente métallique" à laquelle Lovell attribue ensuite la longévité du télescope . La structure est un exemple rare d'une structure classée au grade I d'après-guerre, dénotant son "intérêt exceptionnel" .
Il aide également à concevoir les antennes radio orientables de la station terrienne satellite Goonhilly du GPO en Cornouailles, ainsi que des radiotélescopes au Royaume-Uni et ailleurs ,.

### Autres projets

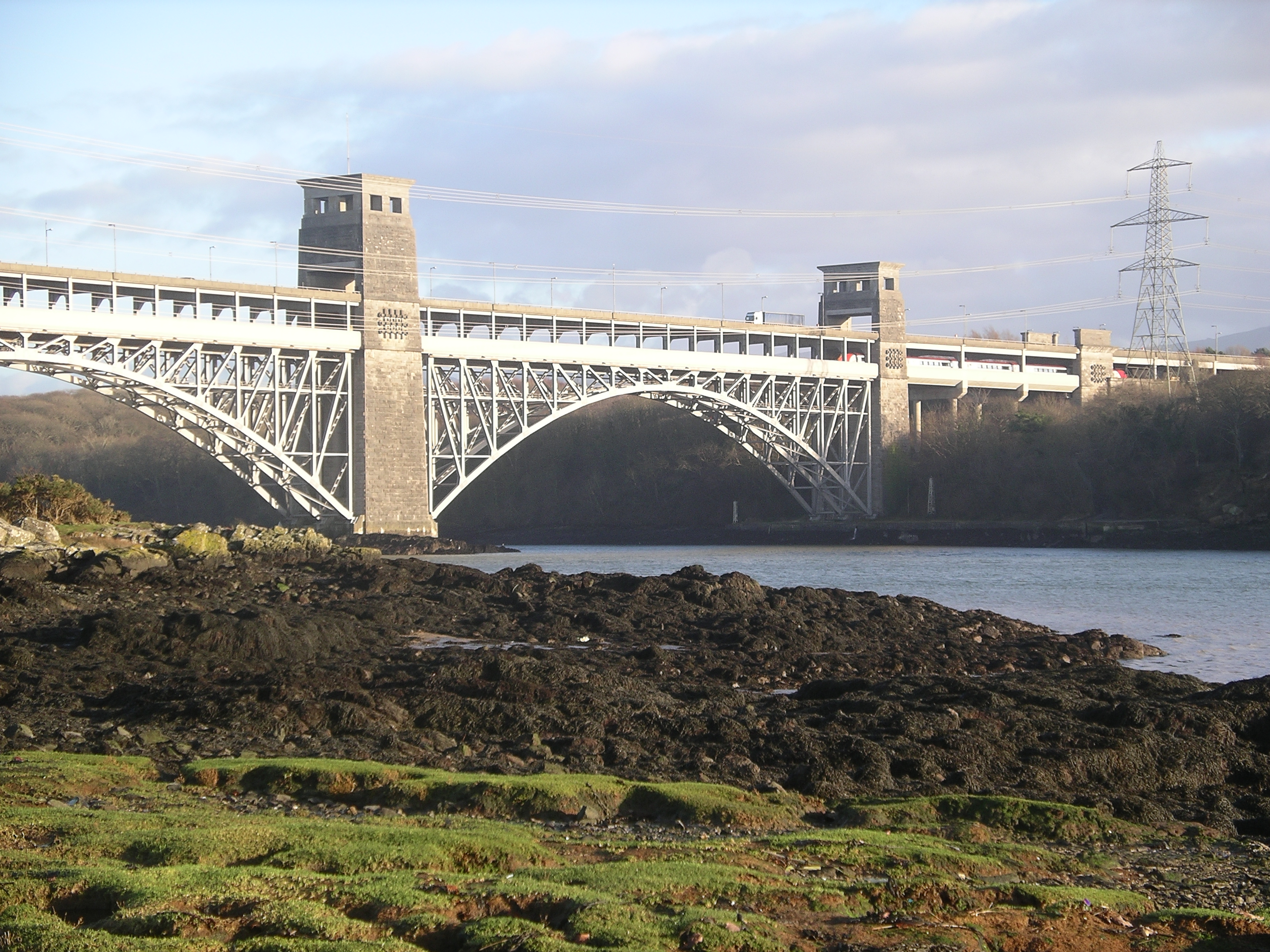
Pont Britannia après reconstruction

D'autres projets innovants sont entrepris par Husband & Co. sous la direction de Husband comme la conception d'une installation pour tester les moteurs à réaction en altitude en 1946 ,. Dans les années 1950, Husband aide le radiologue Frank Ellis à concevoir l'une des premières unités de radiothérapie au télécobalt, pour la radiothérapie du cancer, qui est installée à l'hôpital Churchill d'Oxford. Comme pour les radiotélescopes, le problème d'ingénierie consiste à déplacer un poids lourd, dans ce cas la source blindée au plomb, en trois dimensions ,.
Il conçoit de nombreux ponts routiers et ferroviaires , et obtient le contrat de reconstruction du pont Britannia sur le détroit de Menai au Pays de Galles, après un incendie en 1970. L'original est un pont ferroviaire de 1850 de Robert Stephenson, et Husband est critiqué pour avoir conçu un pont à deux niveaux comprenant un tablier routier supplémentaire, qui, selon lui, faisait partie du concept original de Stephenson . L'entreprise conçoit également le pont utilisé dans le film de 1957, Le pont de la rivière Kwai .
En dehors du Royaume-Uni, Husband & Co. a un bureau à Colombo et mène plusieurs projets au Sri Lanka . Husband est l'architecte du Ceylon Insurance Building à Colombo, au Sri Lanka (plus tard Ceylinco House), un bâtiment de 16 étages équipé d'une piste d'atterrissage pour hélicoptère sur son toit. Une fois achevé en 1960, c'est la structure la plus haute du Sri Lanka, à près de 55 mètres .

## Prix et distinctions
Il est fait chevalier de l'Ordre de l'Empire britannique en 1964 , et remporte la médaille royale de la Royal Society en 1965 pour "son travail distingué dans de nombreux aspects de l'ingénierie, en particulier pour ses études de conception de grandes structures telles que celles illustrées dans le radiotélescope de Jodrell Bank et Goonhilly Downs" . Il est le premier récipiendaire de la médaille dans les sciences appliquées ,. Il reçoit également la Médaille Wilhelm-Exner de l'Österreichischer Gewerbeverein (1966), la médaille d'or de l'Institution of Structural Engineers (1973) , la médaille d'or Benjamin Baker (1959) et la médaille James Watt (1976) de l'Institution des ingénieurs civils ,. Il reçoit des diplômes honorifiques des universités de Manchester (1964) et de Sheffield (1967). Il est anobli en 1975 ,.
Il est président de l'Institution of Structural Engineers (1964–65) ,, préside l'Association of Consulting Engineers (1967) et siège au conseil d'administration du Council of Engineering Institutions de 1979 jusqu'à sa mort,. Il préside le comité consultatif d'ingénierie et de métallurgie de l'Université de Sheffield (1962–65) et siège au conseil consultatif de génie civil du Bradford Institute of Technology (1962–68) ,,. En plus de l'Institution of Structural Engineers, il est membre élu de l'American Society of Civil Engineers, de l'Institution of Civil Engineers et de l'Institution of Mechanical Engineers, et est parmi les membres fondateurs de la Royal Academy of Engineering .

## Vie privée
En 1932, il épouse Eileen Margaret Nowill (1906-2000), la fille d'un architecte qui est également de Sheffield. Le couple a quatre enfants, l'aîné de leurs deux fils, Richard Husband, devenant également ingénieur civil ,. Il prend sa retraite en 1982 . Il est décédé en 1983 à Nether Padley, juste à l'extérieur de Sheffield dans le Derbyshire .